# كينيتشيرو كاشيما
كينيتشيرو كاشيما (باليابانية: 加島 健一郎) (مواليد 8 فبراير 1980)، هو لاعب كرة قدم سابق كان يلعب كلاعب وسط.